# Березинское сельское поселение (Челябинская область)
Бере́зинское се́льское поселе́ние — муниципальное образование в Чесменском районе Челябинской области Российской Федерации. В рамках административно-территориального устройства муниципальное образование  соответствует административно-территориальной единице Березинский сельсовет.

Административный центр — посёлок Бере́зинский.

## История
Статус и границы сельского поселения установлены Законом Челябинской области от 12 ноября 2004 года № 289-ЗО «О статусе и границах Чесменского муниципального района и сельских поселений в его составе»

## Население
| 2002  | 2010  | 2011  | 2012  | 2013  | 2014  | 2015  |
| ----- | ----- | ----- | ----- | ----- | ----- | ----- |
| 1848  | ↘1765 | ↘1764 | ↘1722 | ↘1655 | ↘1624 | ↘1597 |
| 2016  | 2017  | 2018  | 2019  | 2020  | 2021  |       |
| ↘1561 | ↘1539 | ↘1503 | ↘1463 | ↘1442 | ↘1332 |       |

## Состав сельского поселения
| № | Населённый пункт | Тип населённого пункта          | Население |
| - | ---------------- | ------------------------------- | --------- |
| 1 | Березинский      | посёлок, административный центр | ↘1120     |
| 2 | Натальинский     | посёлок                         | ↘190      |
| 3 | Новотемирский    | посёлок                         | ↘185      |
| 4 | Порт-Артур       | посёлок                         | ↘270      |